# Ringo's Rotogravure
Ringo's Rotogravure es el quinto álbum de estudio del músico británico Ringo Starr, lanzado al mercado por  Polydor Records el 17 de septiembre de 1976.
El álbum fue grabado en los estudios Sunset Sound de Los Ángeles (California), supuso el primer trabajo de Ringo tras finalizar su contrato con EMI y firmar con Polydor Records, y mantuvo la fórmula de sus anteriores trabajos, invitando a un número considerable de músicos y amigos para su grabación, tales como Eric Clapton, Peter Frampton, Dr. John, Paul McCartney y John Lennon, entre otros. Ringo's Rotogravure fue el último álbum de Ringo que incluyó la participación activa de sus tres compañeros de The Beatles antes del asesinato de John Lennon en 1980. 
Tras su publicación, Ringo's Rotogravure marcó el inicio de varios fracasos comerciales y de crítica en la carrera musical de Ringo durante la década de 1970. El álbum alcanzó el puesto 28 en la lista estadounidense Billboard 200 y no entró en la lista de discos más vendidos de Gran Bretaña. 

## Grabación
En diciembre de 1975, se hizo público que Starr iba a firmar un contrato discográfico de cinco años de duración con ABC Records por 5 millones de dólares. Sin embargo, el 26 de enero de 1976, cuando Starr finalizó su contrato con EMI, acabó por firmar con Atlantic en los Estados Unidos y con Polydor en el Reino Unido. Tal y como estipulaba el contrato, Starr se comprometió a publicar siete discos en un plazo de cinco años, con el primero de ellos planteado para publicarse en junio. La primera intención de Starr fue que Richard Perry produjera el nuevo trabajo. Starr pensó: «Ya que estábamos tratando con otra compañía, podíamos tratar con otro productor». Sin embargo, Atlantic sugirió al músico que trabajara con Arif Mardin, productor que había trabajado para numerosos trabajos de la compañía. Mardin se reunió con Starr en Londres y, contentos con el encuentro, se mostró interesado en trabajar con el músico. 
Starr volvió a utilizar la fórmula de contactar con amigos para que le compusiesen canciones. Junto con sus antiguos compañeros de The Beatles, (John Lennon, George Harrison y Paul McCartney), Starr contó con la colaboración de Eric Clapton, Peter Frampton, Melissa Manchester y Dr. John. Las sesiones de grabación comenzaron en los Sunset Sound Recorders de Los Ángeles, antes de que se trasladaran el 12 de junio a los Cherokee Studios, donde grabó «A Dose of Rock and Roll» y «Cookin' (In the Kitchen of Love» con Lennon. Dicha sesión fue la última presencia de Lennon en un estudio hasta que comenzó a grabar Double Fantasy, en 1980.
Durante un descanso de su gira Wings Over America con Wings, McCartney grabó la pista instrumental de «Pure Gold» junto a su esposa Linda McCartney, a la que Starr superpuso su voz en una sesión organizada el 19 de junio. Harrison también cedió una canción a Starr, pero debido a sus compromisos para publicar Thirty Three & 1/3 (1976), no pudo participar en ninguna sesión de Ringo's Rotogravure. La contribución de Harrison fue «When Every Song is Sung», una canción que inicialmente cedió primero a Ronnie Spector con la intención de que la incluyera en un álbum que no llegó a publicar, y posteriormente a Cilla Black. Por otra parte, Eric Clapton tocó la guitarra en «This Be Called a Song». Varias canciones inéditas grabadas durante las sesiones fueron «Where Are You Going», un tema coescrito con Billy Lawrie a comienzos de la década de 1970, «Rock & Roller», posteriormente regrabado por Lawrie en el álbum Ship Imagination, «All Right», «It's Hard to Be Lovers», y una canción coescrita entre Starr y Nillson titulada «Party».

## Recepción
Publicado el 17 de septiembre de 1976 en el Reino Unido y una semana después en los Estados Unidos, Ringo's Rotogravure obtuvo una respuesta tibia de la prensa musical. Starr promocionó el álbum con varias entrevistas en países como Dinamarca, Francia e Italia, coincidiendo con un periodo en el que trasladó su residencia legal a Estados Unidos para tributar menos impuestos, y con un video promocional de «You Don't Know Me at All», emitido en el programa Voor De Vuist Weg de la televisión Dutch TV. Además, Atlantic publicó varios sencillos: el primero, «A Dose of Rock 'n' Roll», fue publicado el 20 de septiembre en los Estados Unidos, donde alcanzó el puesto 26 en la lista Billboard Hot 100, y el 15 de octubre en el Reino Unido. Un segundo sencillo, una versión del tema de Bruce Channel «Hey! Baby», con «Lady Gaye» como cara B, fue publicado el 22 de noviembre en los Estados Unidos, donde llegó al puesto 74, y el 26 de noviembre en el Reino Unido. Entre ambos singles, Starr grabó el 15 de octubre la canción «I Hear You Calling» en los Atlantic Studios.
En agosto de 1992, Atlantic Records publicó Ringo's Rotogravure por primera vez en formato CD, junto a Ringo the 4th.

## Portada
El diseño del álbum fue realizado por Kosh a partir de una idea original de Ringo. La fotografía de portada fue tomada por David Alexander, mientras que la fotografía de la contraportada, que incluye la puerta de las oficinas cerradas de Apple Records en Savile Row, fue tomada por Tommy Hanley. Las primeras copias del álbum incluían una lupa para leer los grafitis escritos por seguidores de The Beatles en la puerta de las oficinas.

## Lista de canciones
| Cara A |                            |                              |          |  |
| N.º    | Título                     | Escritor(es)                 | Duración |  |
| 1.     | «A Dose of Rock 'n' Roll»  | Carl Grossman                | 3:24     |  |
| 2.     | «Hey! Baby»                | Margaret Cobb, Bruce Channel | 3:11     |  |
| 3.     | «Pure Gold»                | Paul McCartney               | 3:14     |  |
| 4.     | «Cryin'»                   | Vini Poncia, Richard Starkey | 3:18     |  |
| 5.     | «You Don't Know Me At All» | Dave Jordan                  | 3:16     |  |

| Cara B |                                    |                                                |          |  |
| N.º    | Título                             | Escritor(es)                                   | Duración |  |
| 6.     | «Cookin' (In The Kitchen of Love)» | John Lennon                                    | 3:41     |  |
| 7.     | «I'll Still Love You»              | George Harrison                                | 2:57     |  |
| 8.     | «This Be Called A Song»            | Eric Clapton                                   | 3:14     |  |
| 9.     | «Las Brisas»                       | Nancy Andrews, Richard Starkey                 | 3:00     |  |
| 10.    | «Lady Gaye»                        | Vini Poncia, Richard Starkey, Clifford T. Ward | 2:57     |  |
| 11.    | «Spooky Weirdness»                 |                                                | 1:26     |  |

## Posición en listas
| País           | Lista                    | Posición |
| -------------- | ------------------------ | -------- |
| Australia      | ARIA Albums Chart        | 19       |
| Austria        | Ö3 Austria Top 40        | 10       |
| Canadá         | RPM Albums Chart         | 35       |
| Estados Unidos | Billboard 200            | 28       |
| Japón          | Oricon LP Chart          | 18       |
| Noruega        | VG-lista Top 40 Albums   | 14       |
| Nueva Zelanda  | New Zealand Albums Chart | 21       |
| Países Bajos   | Mega Albums Top 100      | 16       |
| Suecia         | Albums Top 60            | 19       |

| Sencillo                  | País           | Lista                     | Posición |
| ------------------------- | -------------- | ------------------------- | -------- |
| «A Dose of Rock 'n' Roll» | Australia      | ARIA Singles Chart        | 37       |
| «A Dose of Rock 'n' Roll» | Canadá         | RPM Top Singles           | 20       |
| «A Dose of Rock 'n' Roll» | Canadá         | RPM Adult Contemporary    | 43       |
| «A Dose of Rock 'n' Roll» | Estados Unidos | Billboard Hot 100         | 26       |
| «A Dose of Rock 'n' Roll» | Estados Unidos | Adult Contemporary Tracks | 44       |
| «Hey! Baby»               | Estados Unidos | Billboard Hot 100         | 74       |
| «Hey! Baby»               | Canadá         | RPM Top Singles           | 66       |